# Melissa Collazo
Melissa Collazo (* 15. Juli 2000 in Orlando, Florida) ist eine US-amerikanische Schauspielerin.

## Leben und Karriere

### Frühe Jahre
Melissa Collazo wurde am 15. Juli 2000 in Orlando, Florida als Tochter puerto-ricanischer Einwanderer geboren. Sie hat einen jüngeren, 2005 geborenen Bruder. Ihre Mutter war Nachrichtendirektorin beim lateinamerikanischen Sender Telemundo. Bis zum Alter von 12 Jahren moderierte Melissa Collazo bei diesem Sender kinderfreundliche Nachrichtensegmente und entschied sich dann, Schauspielerin zu werden. 

### Karriere
Sie trat in Stranger Things und im Film Arielle, die Meerjungfrau von 2018 auf. Sie hatte eine Rolle im Film Freaky von 2020 und in Swamp Thing, wo sie eine jüngere Version der Hauptfigur Abby spielte.
Im Jahr 2021 spielte sie eine Hauptrolle im Film Lena and Snowball. Im Jahr 2021 war sie auch in der Rolle der Maeve Rojas in der Netflix-Teenie-Slasher-Krimiserie One of Us Is Lying neben Jess McLeod, Marianly Tejada und Annalisa Cochrane zu sehen. 2022 kehrte sie für eine zweite Staffel in die Rolle zurück.
Im Jahr 2024 begann sie mit Ryan Phillippe mit den Dreharbeiten zu Motorheads für Amazon Prime Video.

## Filmografie
- 2017: Naked
- 2017: Stranger Things (Fernsehserie, 3 Folgen)
- 2018: Die kleine Meerjungfrau (The Little Mermaid)
- 2019: Swamp Thing (Fernsehserie, 2 Folgen)
- 2020: Freaky
- 2020: Lena and Snowball (Lena & Snowball)
- 2021–2022: One of Us Is Lying (Fernsehserie, 16 Folgen)
- 2025: Motorheads (Fernsehserie, 10 Folgen)